# 意大利斯库多

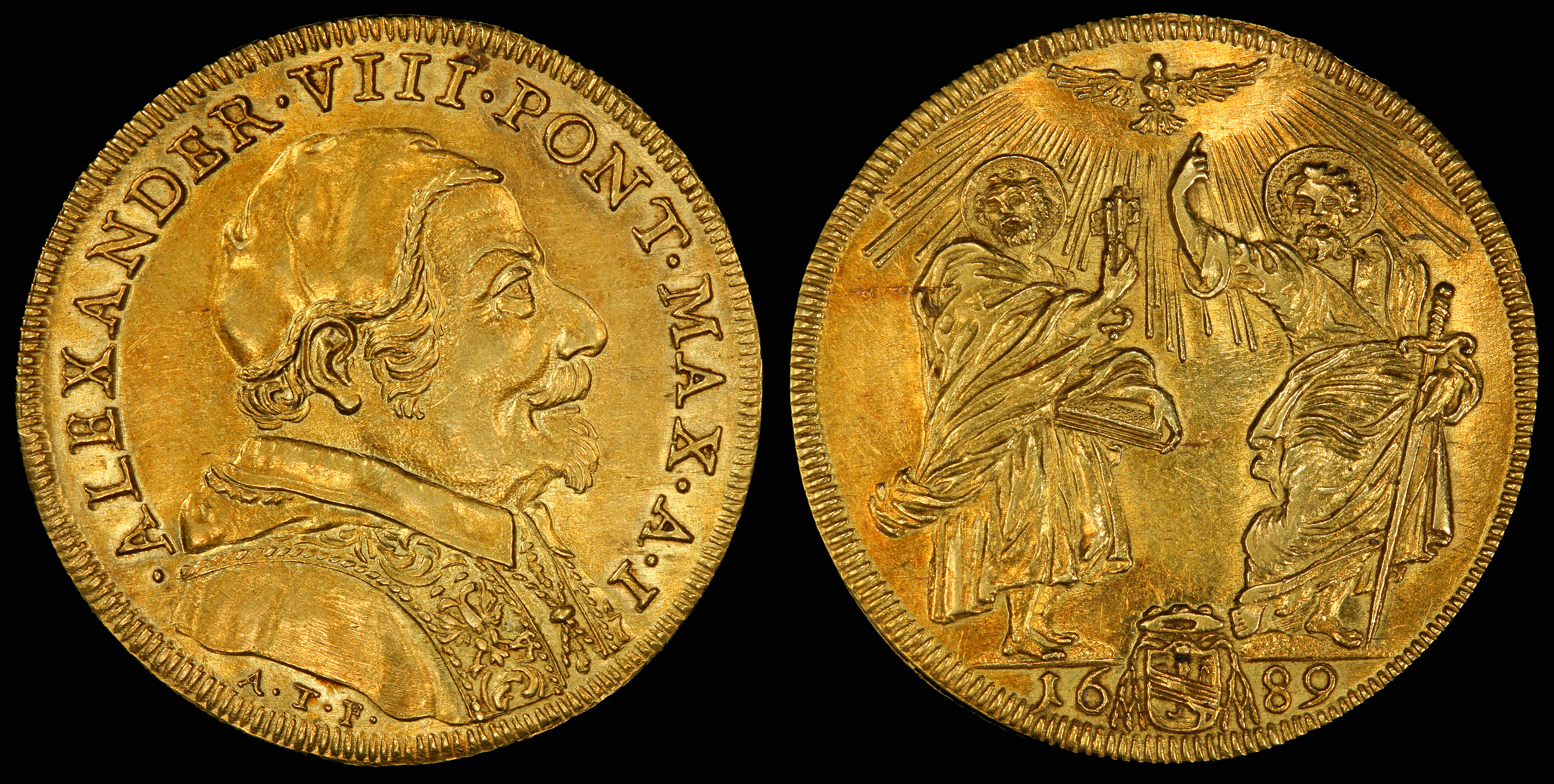
教宗国黄金斯库多（Scudo d'Oro，1689年），正面为教宗歷山八世，背面为使徒彼得和保罗。

斯库多（義大利語：scudo，复数）是19世纪以前意大利半島诸国使用的一类硬币，尺寸因发行国而异。这个名字同法国埃居（Écu）以及西班牙埃斯库多、葡萄牙士姑度一样，来源于拉丁语“scutum”（意为“盾牌”）。从16世纪开始，“斯库多”一名在意大利地区被用于大型银币。

## 拓展阅读
- Konrad Klütz. Münznamen und ihre Herkunft. Vienna, moneytrend Verlag, 2004. ISBN 3-9501620-3-8
- Eupremio Montenegro. Manuale del collezionista di monete italiane. XI ed. 1996, Torino.